# Comuna Farum
Farum (Farum Kommune) a fost o comună din comitatul Frederiksborg Amt, Danemarca, care a existat între anii 1970-2006. Comuna avea o suprafață totală de 22,69 km² și o populație de 18.737 de locuitori (în 2006), iar din 2007 teritoriul său face parte din comuna Furesø.
1. ↑   https://www.information.dk/2002/05/saa-fik-farum-ny-borgmester Lipsește sau este vid: |title= (ajutor)